# Einsatzhafen
Als Einsatzhafen (auch E-hafen oder Einsatzplatz) wurden Militärflugplätze der Luftwaffe der Wehrmacht im Zeitraum von 1935 bis 1945 bezeichnet.

## Beschreibung
Bei einem Einsatzhafen handelte es sich um einen getarnten, unbesetzten Flugplatz. Ziel der Einrichtung dieser Einsatzplätze war, einen Aufmarsch zu entflechten und zu tarnen. Sie waren für den Einsatz von Sturzkampf-, Kampf- und Zerstörergeschwadern vorgesehen.
Die Einsatzhäfen wurden nach Definition der Quartiermeistervorschriften aus dem Jahr 1938 (der L.Dv. g. 90/1) in die Kategorie Einsatzhäfen I. und II. Ordnung unterteilt.
In Friedenszeiten sollten Startbahnen, sofern möglich, nicht errichtet werden, um die Einsatzhäfen zu tarnen. Zu Kriegszeiten dienten auf den Einsatzhäfen Holzbaracken als Unterkünfte bzw. als Versorgungsgebäude.
Während des Zweiten Weltkriegs wurden einzelne Einsatzhäfen weiter ausgebaut und erreichten fast das Niveau eines Fliegerhorsts – mit dem Unterschied, dass sie nicht auf Dauer ausgelegt waren. Die Unterscheidung in Einsatzhäfen I. und II. Ordnung verschwand im Lauf des Kriegs, ab 1943 wurden in Karten nur noch allgemeine Flugplätze ausgewiesen.
Zur Abgrenzung gegenüber anderen Militärflugplätzen siehe die Einteilung der Militärflugplätze der Luftwaffe der Wehrmacht.

## Kategorien

### Einsatzhäfen I. Ordnung
Einsatzhäfen I. Ordnung waren durch diese Kriterien definiert:
a) Rollfeld mindestens 1000 × 1000 m, mit ZZ-klarer Peilschneise
b) Gleisanschluss
c) Straßenzuführung
d) E-Hafen-Scheuer mit Gehöft (sog. Luftwaffengut, welches einen „Platzlandwirt“ beherbergen und Briefingräume und Fernsprecher aufweisen sollte),
e) (unterirdisch angelegt:) 300.000 l Tankraum mit verlegten Feldtankleitungen und 27 Zapfstellen
f) Licht-, Kraft- und Wasserversorgung
g) Ausbau des Nachrichtennetzes
h) Munitionsniederlagen

### Einsatzhäfen II. Ordnung
Einsatzhäfen, die eine dieser Bedingungen nicht erfüllten bzw. nicht erfüllen konnten, galten als Einsatzhäfen II. Ordnung.
Es sollte aber eine 1000 m lange und 500 m breite Rollbahn in Hauptwindrichtung sowie eine weitere Rollbahn im rechten Winkel dazu angelegt werden können.